# Mexiacla
Mexiacla is een geslacht van rechtvleugeligen uit de familie krekels (Gryllidae). De wetenschappelijke naam van dit geslacht is voor het eerst geldig gepubliceerd in 2007 door Gorochov.

## Soorten
Het geslacht Mexiacla omvat de volgende soorten:
- Mexiacla apteromorpha Gorochov, 2007
- Mexiacla ecosuri Gorochov, 2007
- Mexiacla ibunami Gorochov, 2007
- Mexiacla zoomati Gorochov, 2007